# Ramón Barrios
Ramón Enrique Barrios Maldonado es un abogado, catedrático universitario y político hondureño. Miembro fundador de la Asociación de Jueces por la Democracia, y exmiembro de la Junta Directiva del Colegio de Abogados de Honduras.

## Biografía y carrera

### Estudios
Graduado de la carrera de Derecho por la Universidad Nacional Autónoma de Honduras. Obtuvo una maestría en Derecho Penal por la Universidad de Sevilla. Obtuvo un posgrado en Control de Constitucionalidad de las Leyes del Programa Aula Iberoamericana del Consejo General del Poder Judicial de España. Obtuvo un posgrado en Derecho de Integración Política y Económica de Europa por la Escuela Judicial Española. Obtuvo un posgrado en Derecho Penal y Procesal Penal en la Universidad Nacional Autónoma de Honduras. Finalmente, obtuvo un posgrado en Formación Pedagógica en Educación Superior Universitaria por la Universidad Pedagógica Nacional Francisco Morazán.
Publicó tres libros de poesía; uno de ellos junto con Giovanni Rodríguez.

### Carrera
Empezó a ejercer como juez de tribunal de sentencia en San Pedro Sula en 2003; al mismo tiempo que era catedrático universitario en la UNAH-VS y en Unitec.
Durante la crisis política de Honduras en 2009, producto del golpe de Estado, Barrios; junto con Luis Alonso Chévez de la Rocha, Guillermo López Lone y Tirza del Carmen Flores, sostuvieron su postura de oposición contra el golpe, por lo que el Consejo de la Judicatura los suspendió de sus cargos, y en 2013, los destituyó definitivamente. En 2014, la Corte Interamericana de Derechos Humanos empezó a analizar los casos de suspensión y destitución de estos jueces, y en 2016 ordenó la restitución de los jueces y un pago de indemnización por daños materiales e inmateriales. Sin embargo, solo la indemnización les fue concedida, y Barrios la aceptó, mientras López Lone y Tirza Flores siguieron luchando por su restitución, que consiguieron en 2018.
En 2016, impulsado por sus alumnos, Barrios se presenta como precandidato a alcalde de San Pedro Sula por el movimiento del partido Libertad y Refundación, Fuerza de Refundación Popular, con Coralia Abdely Polanco como vicealcaldesa, para las elecciones generales de 2017. Pero fue vencido por José Antonio "Toñito" Rivera.
En 2017, Barrios fue el abogado defensor de Marcelo Chimirri, exgerente de Hondutel, en su caso de enriquecimiento ilícito, que fue denunciado por el abogado Robert Carmona-Borjas. Chimirri fue declarado culpable y enviado a prisión.
En 2018, fue elegido Fiscal del Colegio de Abogados de Honduras, iniciando su periodo el 1 de mayo de 2018 y culminándolo el 30 de abril de 2020. Para las elecciones generales de 2021, Barrios se postuló como candidato a diputado para el departamento de Cortés, nuevamente formando parte del Partido Libertad y Refundación.